# Castillo de Grevolosa
El Castillo de Grevalosa es una obra del municipio de Castellfollit del Boix en la comarca del Bages (provincia de Barcelona) declarada Bien Cultural de Interés Nacional.

## Historia
El castillo de Grevalosa aparece documentado por primera vez en el año 990. En el año 1063 Bernat Otger de Castellet lo vendió al conde Ramón Berenguer I. En 1319 aparece como señor del castillo Ramon de Malta que ordena vender el castillo a instituciones religiosas; lo compró la Almoina de la Seu de Barcelona y en 1394 Juan I compró la jurisdicción del castillo. Dentro del castillo se creó el priorato de San Pedro del Monte, dependiendo del monasterio de San Pedro de la Portella.